# Petar Čobanković
Petar Čobanković (ur. 29 stycznia 1957 w Iloku) – chorwacki polityk, inżynier rolnictwa, wieloletni minister w kolejnych rządach, od 2010 do 2011 także wicepremier, wiceprzewodniczący Chorwackiej Wspólnoty Demokratycznej (HDZ).

## Życiorys
Ukończył szkołę podstawową i średnią w rodzinnym Iloku, następnie studiował inżynierię rolnictwa na Uniwersytecie w Zagrzebiu. Pracował w branży winiarskiej w przedsiębiorstwie Vupik Vukovar. Od 1983 był głównym enologiem, zajmował się uprawą winorośli. W latach 1989–1991 pełnił funkcję dyrektora sekcji pracowniczej, a w latach 1997–1998 sekcji organizacyjnej.
Jednocześnie od 1990 zaczął angażować się politycznie w ramach Chorwackiej Wspólnoty Demokratycznej. Przez rok był członkiem władzy wykonawczej w administracji miejskiej Vukovaru. Stanął następnie na czele lokalnego komitetu kryzysowego w Iloku powołanego na czas działań wojennych, a od 1992 do 1993 pełnił funkcję rządowego asystenta ds. kontaktu w regionie z organizacjami międzynarodowymi. Następnie przez cztery lata był zastępcą burmistrza Iloku. W latach 1997–2000 zasiadał w Izbie Żupanii (jednej z istniejących wówczas izb bikameralnego chorwackiego parlamentu). Od 2000 do 2001 sprawował urząd żupana Okręgu Vukovarsko-Srijemskiego.
23 grudnia 2003 został ministrem rolnictwa, leśnictwa i zarządzania wodą w pierwszym rządzie Iva Sanadera. W drugim gabinecie tego samego premiera od 12 stycznia 2008 był ministrem rozwoju regionalnego, leśnictwa i zarządzania wodą. 6 lipca 2009 nowa premier Jadranka Kosor powierzyła mu urząd ministra rolnictwa, leśnictwa i rozwoju wsi. W tym samym roku został także wiceprzewodniczącym HDZ. 29 grudnia 2010 dodatkowo objął funkcję wicepremiera w chorwackim rządzie. Funkcję tę pełnił do 23 grudnia 2011, wcześniej w tym samym roku został wybrany do parlamentu.
W 2013 został skazany na karę 1 roku pozbawienia wolności za przestępstwa korupcyjne. W toku procesu polityk przyznał się do sprawstwa, podjął współpracę z prokuratorem, składając wyjaśnienia obciążające byłego premiera Ivo Sanadera.
Petar Čobanković jest żonaty, ma pięcioro dzieci (czterech synów i córkę).